# Belangrijke wetten van het Tweede Franse Keizerrijk
Dit artikel geeft een overzicht van enkele belangrijke wetten van het Tweede Franse Keizerrijk. Deze wetten werden aangenomen in het Wetgevend Lichaam.

## Overzicht
- Franse grondwet van 1852
- Wet-Ollivier van 25 mei 1864: wet die het coalitieverbod van de Wet le Chapelier afschafte en vakbonden en stakingen toeliet in Frankrijk.
- Wet op de algemene veiligheid van 19 februari 1858: wet die de regering toeliet om nog repressiever op te treden tegen opposanten door hen zonder proces op te sluiten. Deze wet kwam er als gevolg van de mislukte aanslag op Napoleon III door Felice Orsini eerder dat jaar.
- Wet-Niel van 1868, wet die een legerhervorming doorvoerde en die het aantal soldaten in het Franse leger optrok.
- wet op de pers van 11 mei 1868: wet die het systeem van voorafgaandelijke toestemmingen en het waarborgsysteem voor de pers afschafte. Persdrukmisdrijven bleven echter een bevoegdheid van de correctionele rechtbanken en journalisten konden nog steeds worden opgesloten.
- wet op het recht van vergadering: wet die het systeem van voorafgaandelijke toestemmingen voor niet-politieke en niet-religieuze bijeenkomsten afschafte. Een loutere aangifte volstond voortaan, al kon men zulke bijeenkomsten blijven verbieden als ze zouden ingaan tegen de openbare orde.